# Linfoma primitivo effusivo
Il Linfoma primitivo effusivo (PEL, dall'inglese Primary effusion lymphoma) è un linfoma a cellule B.

## Eziologia
È causato dall'Herpesvirus associato al sarcoma di Kaposi (KSHV).
In molti casi, le cellule linfomatose possono essere infettate anche con il Virus di Epstein-Barr.
L'insorgenza del PEL è molto più comune nei pazienti con immunodeficienza, tra le quali la più numericamente importante è l'AIDS.
Il PEL si può sviluppare anche in assenza di HHV-8 e HIV, ma è una condizione rara.

## Clinica
È peculiare del PEL l'insorgenza nelle cavità anatomiche, come la pleura o il pericardio; per questo, a volte, è chiamato linfoma delle cavità anatomiche.
È un cancro tipicamente resistente alla chemioterapia effettuata con i farmaci efficaci sugli altri linfomi, e ha una prognosi scarsa.
Anche il Sirolimus è stato proposto come terapia.